# Hugh Bancroft
Henry Hugh Bancroft (* 29. Februar 1904 in Cleethorpes/Lincolnshire; † 11. September 1988 in Edmonton) war ein kanadischer Organist und Komponist englischer Herkunft.

## Leben
Bancroft studierte bei E.P. Guthrie und J.S. Robson in Grimsby, bevor er 1929 nach Kanada ging. Hier war er bis 1938 Organist und Chorleiter der St Matthew's Anglican Church in Winnipeg. Bis 1946 leitete er dann einen Knaben- und Männerchor an der All Saints Church. Von 1946 bis 1948 war er Organist und Chorleiter an der Christ Church Cathedral in Vancouver, leitete den Vancouver Bach Choir und unterrichtete am British Columbia Institute of Music and Drama.
Von 1948 bis 1953 wirkte er als Organist und Chorleiter an der St Andrew's Cathedral in Sydney, Australien. Hier trat er auch mit dem Sydney Symphony Orchestra unter Leitung von Eugène Aynsley Goossens auf und gehörte zu den Gründungsmitgliedern des Australian College of Organists. Bis 1957 wirkte er erneut an der All Saints Church in Winnipeg. Ab 1958 war er Organist an der All Saints Cathedral in Edmonton. Er entwarf die Orgel, die die Casavant Frères 1960 hier erbauten, und stellte sie auf dem Album Music From All Saints (1970) vor.
Seit 1968 unterrichtete er außerdem Musiktheorie und Orgel an der University of Alberta. Zu seinen zahlreichen Schülern zählten Barry Anderson, Douglas Bodle, Harold Brown, Elwyn Davies, Donald Hadfield, Clayton Lee, Hugh McLean, Barbara Pentland, Herbert J. Sadler und Winnifred Sim.
Seit den 1930er Jahren hatte Bancroft regelmäßig Rundfunkauftritte bei der CBC, bekannt wurde die Reihe Organ and Strings (1961). Bei der Expo 67 in Montreal spielte er die Uraufführung von Violet Archers Chorale Improvisation on ‚O Worship the King‘. Neben einigen umfangreichen Werken wie der Pavan (1958), einem Concerto für Orgel und Streicher (1967) und der Mass of St Thomas (UA 1974) komponierte Bancroft Orgelstücke, Anthems, Motetten und Carols wie Good Christians Now Let All Rejoice (1948).